# Svart tallskottgnagare
Svart tallskottgnagare (Ernobius nigrinus) är en skalbaggsart som först beskrevs av Sturm 1837.  Svart tallskottgnagare ingår i släktet Ernobius, och familjen trägnagare. Arten är reproducerande i Sverige.
Artepitetet i det vetenskapliga namnet är det latinska ordet för svartaktig.